# Bluetooth
 (транскр.  Blutut) je tehnologija pomoću koje se vrši bežični prenos podataka između uređaja koji poseduju istu tehnologiju. Bluetooth je tehnologija koja omogućava komunikaciju između PDA uređaja, mobilnih telefona, lap-top računara, PC računara, digitalnih foto aparata i kamera itd. Bluetooth uređaj emituje elektromagnetne talase (u opsegu od 2400 MHz do 2483.5 MHz) do drugog Bluetooth uređaja i tako se odvija komunikacija.
Bluetooth je bežični standard pre svega namenjen uređajima sa malom potrošnjom struje i sa relativno kratkim dometom (od 10cm do npr Bluetooth5 do 240m ) i koji u sebi obavezno sadrže primopredajnik.
Bluetut omogućava komunikaciju ovih uređaja, ako su u dometu, čak iako nisu u istoj prostoriji. Nemaju svi uređaji isti domet, on zavisi od klase u koju uređaj spada.
Ime Bluetooth vezano je za kralja Danske iz 10. veka (kralj Harald Plavozubi) koji je u diplomatiji bio poznat po tome što je mnoge zaraćene strane dovodio da pregovaraju. Pronalazači Bluetooth tehnologije, u spomen na njega, izabrali su to ime za svoju tehnologiju, koja omogućava različitim uređajima da razgovaraju međusobno.
Danas kada je Bluetooth već postao standard za umrežavanje na malim daljinama,
mogućnosti Bluetooth tehnologije su razne i teško ih je nabrojati – od originalne zamisli, povezivanje bežične slušalice sa mobilnim telefonom, preko upravljanja kompjutera uz pomoć mobilnog telefona i razmena podataka između dva mobilna telefona, pa do nalaženja partnera (tuting), kontrole zamrzivača i mikrotalasne rerne, kao i „bežičnog“ pisanja Bluetooth olovkom.

## Uvod
je radio standard prvenstveno namenjen za uređaje sa malom snagom, na kratkom odstojanju (zavisno od klase snage: 10 centimetara, 10 metara, 100 metara) i sa jeftinim primopredajnim mikročipom u svakom uređaju.
Bluetooth dopušta ovim uređajima da razgovaraju kada su u dometu, čak i kada nisu u istoj prostoriji, do 100 metara udaljenosti, zavisno od klase snage uređaja.
Uređaji su dostupni u tri klase snage:
| Кlasa     | Snaga (mW) | Snaga (dBm) | Maksimalna udaljenost (približno) |
| Klasa 1   | 100 mW     | 20 m        | Do 100 metara                     |
| Klasa 1.5 | 10 mW      | 10 m        | Do 20 metara                      |
| Кlasa 2   | 2.5 mW     | 4 m         | Dо 10 mеtаrа                      |
| Кlasa 3   | 1 mW       | 0 m         | Dо 1 metar                        |
| Кlasa 4   | 0,5 mW     | -3 m        | Dо 50 (0,5 metara)                |

## Istorijat razvoja blututa
je tehnologija koja je dobila ime po danskom kralju, Haroldu Blututu Gormsonu, Harold Plavozubi ujedinio je zaraćena plemena Švedske, Norveške i Danske, pa je zato i odlučeno da tehnologija dobije i ime po njemu – tehnologija koja će ljude i razne uređaje ujediniti u jedinstvenu mrežu. Logo Bluetooth tehnologije sastoji se od kombinacije slova „H“ i „B“ runskog alfabeta (početna slova imena i prezimena danskog kralja).
Ideja iz koje je potekao Bluetooth, rođena je 1994. godine kada je Ericsson Mobile odlučio da ispita mogućnosti povezivanja mobilnih telefona sa njihovim dodacima preko jeftine radio veze sa malom potrošnjom struje. Ideja je bila da se u svaki uređaj ugradi mali radio i na taj način iz upotrebe izbace kablovi.
Ovaj standard je prvo razvijan od strane firme Erikson a kasnije je završen i izdat od strane Bluetooth Special Interest Group. Ona je formirana od više firmi : Soni Erikson, IBM, Intel, Tošiba i Nokia, mada su se kasnije priključile i druge kompanije.IEEE 802.15 je radna grupa koja pripada IEEE 802(specijalizovana za razvoj bežičnih PAN mreža) koja se deli u 4 grupe i grupa jedan(IEEE 802.15.1) je odgovorna za Bluetut stadard.
Godinu dana kasnije, pravi potencijal te ideje je počeo da se kristališe. Glavna istraživanja obavljana su u Eriksonovim laboratorijama u Lundu u Švedskoj od strane dr Svena Matisona i dr Japa Hartsena, koji se danas i smatraju za „roditelje“ Bluetooth tehnologije. Erikson je pre usvajanja imena Bluetooth tehnologiju nazivao Multi-komunikacioni link. Originalna zamisao bila je da se poveže bežična slušalica sa mobilnim telefonom, a to što su otkrili da na isti način mogu da povežu većinu elektronskih uređaja, bila je, po njihovim rečima – srećna slučajnost.
Početkom 1997. godine Erikson uradio je nešto sasvim neočekivano – odlučio je da tehnologiju ne naplaćuju, i svim zainteresovanim kompanija dao besplatne licence, jer je to bio najbolji način da tehnologija postane globalni standard. Erikson je započeo razgovore sa kompanijama iz različitih sfera proizvodnje elektronske opreme (Nokia – mobilni telefoni, IBM i Tošiba – prenosni kompjuteri i Intel – čipovi za digitalnu obradu signala) sa ciljem da se osnuje konzorcijum koji će dalje razvijati i promovisati tehnologiju.
Bluetooth tehnologija javnosti je zvanično predstavljena 20. maja 1998. godine kada je pet kompanija, Erikson, IBM, Intel, Nokia i Tošiba, održalo simultanu konferenciju za štampu u Londonu, Tokiju i San Hozeu, na kojoj je objavljeno da su se pet kompanija udružile ne bi li razvile besplatnu tehnologiju, otvorene specifikacije za bežično umrežavanje, i da se organizacija koja stoji iza toga, zove Specijal Intersts Grup.

## Osnovetehnologije
je tehnologija koja koristi radio talase za uspostavljanje veza od jedne tačke do druge tačke i veza od jedne tačke ka više tačaka transfere glasa i podataka u radijusu od 10 metara. Kada se dva ili više Bluetooth uređaja spoje, kreira se tzv. pikonet . Svaki pikonet može da sadrži do 8 različitih uređaja (jedan master i sedam slejv uređaja), a više pikoneta (najviše 10, odnosno ukupno 80 uređaja) može biti spojeno u skaternet.
Radio talasi koriste se za prenos mnogobrojnih informacija – od AM radija do glasovne komunikacije kod bežičnih telefona, pa zato i Bluetooth koristi radio talase, jer je to jednostavna i pouzdana tehnologija. Radio talasi nisu ništa drugo nego impuls elektromagnetne energije, i generišu se kada odašiljač oscilira na određenoj frekvenciji – veća oscilacija, veća frekvencija, a emituju se u velikom spektru frekvencija.
Da bi se izbegla interferencija Bluetooth uređaja sa drugim uređajima iz ISM opsega (a i da bi se povećala sigurnost), koristi se tehnika širenja frekvencijskog spektra, gde se signal prebacuje sa jedne na drugu frekvenciju nakon svake transmisije. U svetu Blututa ovo znači da Bluetooth radio konstantno menja frekvencije unutra ISM opsega nakon slanja ili primanja svakog paketa podataka. Rezultat toga je da Bluetooth transmisija ne ostaje dovoljno dugo na jednoj frekvenciji da bi moglo da dođe do interferencije sa drugim uređajima. Prema Bluetooth specifikaciji, Bluetooth radio može 1600 puta u sekundi da promeni frekvenciju u opsegu od 2.402 GHz do 2.480 GHz u rasponu od po 1 MHz, sa izlaznom jačinom signala od samo 1 mW.
Podaci (bitovi i bajtovi) prenose se korišćenjem tehnologije zamene paketa. Sa ovom tehnologijom podaci se dele u male grupe, odnosno pakete pre nego što se vrši prenos. Jedna celina podataka, podeljena u više paketa može se preneti preko različitih frekvencija, i u različitom redosledu. Kada se svi paketi prime, celina se ponovo kreira na uređaju primaoca. Glas se prenosi korišćenjem tehnologije prekidanja i za razliku od prenosa podataka, ne deli se na pakete, već se uspostavlja poseban kanal za vreme trajanja transmisije. Bluetooth uređaji mogu simultano da koriste zamenu podataka i tehniku prekidanja, tako da u isto vreme mogu da prenose i glas i podatke.
Bluetooth je dizajniran je tako da su mu cene niske. Najveća mana Bluetooth tehnologije su ograničene distance, ali još veća mana je mali maksimalan protok. Podržava protoke od 700 kb/s i tako da podržava 721 kb/s u jednom pravcu, a u suprotnom pravcu 57,6 kb/s ili 432,6 kb/s u oba pravca simetrično. Glavna snaga Bluetooth tehnologije leži u mogućnosti da prenosi i podatke i govor. Sposoban je da podrži jedan asinhroni kanal podataka i do tri sinhrona govorna kanala ili jedan kanal koji bi podržao i govor i podatke. Ove sposobnosti zajedno sa mogućnostima za ad hok topologiju, čine Bluetooth veoma dobrim rešenjem za mobilne uređaje i Internet primene.
Generalno su organizovani u grupe od dva do osam uređaja koje se zovu pikonetovi i koji se sastoje od jednog master uređaja i jednog ili više slejv uređaja. Uređaj može pripadati jednom ili više pikonetova, ili kao slejv ili u jednom pikonetu kao master, a u drugome kao slejv. Dva ili više povezanih pikonetova čine skaternet. Vezu između dva pikoneta predstavlja Bluetooth uređaj koji je član oba pikoneta. Bluetooth uređaj može primati i slati podatke u samo jednom opsegu, svaki pikonet je sinhronizovan u jedinstven obrazac sa frekvencijskim skakanjem koji se kreće kroz 1600 različitih frekvencija u sekundi. Jednom kada se priključi u neki pikonet, slejv će se sinhronizovati sa masterskim taktom da bi se prilagodio tom obrascu frekvencijskog skakanja.

## Vrste i specifikacije Blututa

### 1.0 i 1.0B
Verzije 1.0 i 1.0B su imale mnogo problema u razvoju i mnogi proizvođači su imali poteškoća u tome da uređaji budu kompatibilni. Ova verzija je takođe imala i obaveznu “Bluetooth hardversku adresu” u procesu koji se zove “rukovanje“, što je onemogućilo anonimnost, iako je planirano da to bude primarna namena ove tehnologije.

### 1.1
Mnoge nepravilnosti u radu su ispravljene i ubačena je podrška za nekriptovani prenos podataka.

### 1.2
Ova verzija je kompatibilna sa prethodnim standardom i glavne promene su:
- Promenljiva frekvencija skakanja – omogućava veću otpornost na mešanje sa radijskim signalom tako sto izbegava zakrčene frekvencije
- Povećana je brzina transmisije
- Produžena veza sinhronizacije – povećava kvalitet zvuka tako sto omogućava ponovno emitovanje paketa koji su oštećeni
- Indikator jačine primljenog signala – indikator jačine signala

### 2.0
Ova verzija je takođe kompatibilna sa prethodnim verzijama i glavne promene su u brzini prenosa do 2.1 Mbit/s.
- 3 puta brži prenos (u nekim slučajevima čak do 10 puta brži)
- Smanjena potrošnja električne energije
- Olakšana je multi – link komunikacija što je omogućio veći protok

### 3.0
Verzija Blututa 3.0 je javnosti predstavljena 21. aprila 2009. godine. U teoriji, dostiže brzine prenosa podataka do 24 Mb/s. Ono što je novo jeste da se sama Bluetooth veza koristi za pregovaranje i uspostavljanje dok se prenos podataka vrši preko 802.11 linka. Uređaji koji u sebi imaju ovu verziju Blututa se lako prepoznaju po logotipu "+HS" koji označava da je uređaj namenjen za prenos podataka velikom brzinom.

### 4.0
verzija 4.0 ( poznata i kao Bluetooth smart je u upotrebu puštena 30. juna 2010. godine. Ona uključuje:
- Klasični Bluetooth
- visoke brzine koji je prvi put predstavljen u Bluetooth verziji 3.0
- koji troši malo energije[7] koji je prvi put predstavljen upravo u ovoj verziji Blututa. Prethodni naziv ove tehnologije je bio Vajbri. Ovaj protokol postaje alternativa standardnim Bluetooth protokolima koji za svoj rad troše značajno više energije[8].

### 4.1
Radna grupa za Bluetooth standarde je verziju 4.1 javnosti predstavila 4. decembra 2013. godine. Ova verzija je primenila samo neka softverska rešenja u odnosu na verziju 4.0 dok je hardver ostao nepromenjen. Uglavnom, sve novine su vezane za poboljšan doživljaj korisnika pri korišćenju Blututa.

### 4.2
Verzija je predstavljena 2. decembra 2014. godine. Ovom verzijom se uvodi nova funkcija koja dobija naziv "Internet stvari".

### 5
5 je zvanično predstavljen 16. juna 2016. godine na konferenciji za medije. Od ove verzije glavni fokus razvoja je postavljen upravo na "Internet stvari". Takođe, ovo je prva verzija Blututa koja u svom nazivu ima ceo broj (bez zareza) i to je urađeno iz marketinških razloga. Prvi uređaj koji je bio opremljen novim Blututom 5 je Samsung Galaksi S8. Ovom verzijom Blututa, domet tehnologije je četvorostruko uvećan dok je brzina uvećana dvostruko i iznosi 2 Mbit/s.

## Tehničke karakteristike Blututa

### Komunikacija i povezivanje
Uređaj koji je okarakterisan kao master omogućava komunikaciju sa 7 drugih uređaja koji su rangirani kao slejv. Ovakva mreža, od ukupno 8 uređaja, se naziva pikonet - pikomreža.
U bilo kom trenutku omogućena je komunikacija između master i jednog slejv uređaja, ali se master brzo premešta sa jednog slejva na drugi (Simultani prenos sa mastera na vise slejva je moguć ali retko se koristi). Svaki uređaj može postati master u bilo kom trenutku.
Bluetooth specifikacija omogućava i spajanje dve ili više pikomreža u jednu koja se zove skaternet. Tako sto jedan uređaj igra ulogu slejva u jednoj mreži a u drugoj master-a.
Bluetooth uređaji se u svakom trenutku nalaze u neka od dva glavna stanja: stanje
uspostavljene konekcije i stanje pripravnosti. Uređaj je u stanju konekcije ako ima uspostavljenu vezu sa drugim uređajem (ili uređajima) i ako obavlja neku aktivnost (primanje/slanje). U slučaju da nema uspostavljene veze niti aktivnosti, uređaj se automatski prebacuje u stanje pripravnosti radi ekonomičnijeg trošenja energije. Kada je uređaj u stanju pripravnosti, on na svakih 1.28 sekunde „osluškuje“ poruke od drugih uređaja. Svako „osluškivanje“ se obavlja na 32 različite frekvencije.
Kada uređaj pređe iz stanja pripravnosti u stanje konekcije, može biti u jednom od četiri podstanja:
- Aktivan – uređaj je u stanju aktivan ako obavlja neku aktivnost bilo primanje ili slanje unutar pikoneta.
- Osluškivanje – kada je uređaj u stanju osluškivanja on „osluškuje“ pikonet na sporijem nivou i tako smanjuje potrošnju energije.
- Čekanje – unutar pikoneta, master uređaj može staviti slejv uređaj u stanje čekanja. Ovo stanje se koristi kada nema nikakve aktivnosti, i tada jedino interni tajmer slejv uređaja na čekanju ostaje aktivan.
- Parkiran – koristi se kada uređaj treba da ostane u vezi sa pikonetom ali ne treba da učestvuje u primanju/slanju. U parkiranom modu uređaj ostaje sinhronizovan sa pikonetom ali bez MAC adrese. Parkiranjem neaktivnih uređaja, pikonet se može proširiti sa početnih sedam uređaja, do teoretskih 255.

### Uspostavljanje konekcije
Svi nepovezani Bluetooth uređaji startuju u stanju pripravnosti. Kada jedan uređaj detektuje drugog, počinje procedura uspostavljanja konekcije. Prvi uređaj (koji je našao drugog) se postavlja za master uređaj u budućem pikonetu. Bluetooth uređaj šalje jednu od dve moguće komande. Prva je upitna komanda i koristi se kada identifikacioni broj (adresa) drugog uređaja nije poznat. Kada prvi uređaj sazna adresu, šalje komandu koja služi da drugi uređaj “probudi”, odnosno da ga iz stanja pripravnosti prebaci u neko od stanja konekcije.
Svaki uređaj će emitovati sledeće informacije kada se to od njega zahteva:
- Ime uređaja
- Klasa uređaja
- Lista usluga
- Tehničke specifikacije

Svaki uređaj može postaviti upitnu komandu, radi pronalaženja drugih uređaja, i svaki može biti podešen da odgovara na te upite. Ako uređaj zna, tj. ima memorisanu adresu uređaja koji ga kontaktira, automatski će odgovoriti na zahteve koji su gorepomenuti. Neki uređaji mogu biti konektovani samo sa jednim uređajem dok će svi ostali koji zahtevaju komunikaciju biti odbijeni.
Svaki uređaj ima jedinstvenu 48 – bitnu adresu, koja se ne vidi u komunikaciji nego se koristi ime koje je korisnik sam uneo. Većina mobilnih telefona i lap – top računara ima podešeno ime po imenu modela tog uređaja, što može biti jako konfuzno ako u komunikaciji postoji više istih modela. Retko koji model podržava promenu imena, zato postoje posebni programi koji omogućavaju promenu imena.
Svaki uređaj pored imena poseduje i 24 – bitni identifikator klase. On sluzi da bi se mogao prepoznati tip uređaja (lap – top, PDA, mobilni telefon itd.).
Takođe će se emitovati spisak usluga ako to drugi uređaj zatraži, ovde je uključeno takođe i ime usluge i koji kanal koristi. Ovi kanali su virtuelni i nemaju veze sa frekvencijom nego predstavljaju nešto kao što je TCP port.

### Uparivanje
Upareni uređaji mogu da ostvare pouzdanu konekciju koja se omogućava, zajedničkom šifrom, koju znaju (uneta od strane korisnika) oba uređaja. Korisnici koji žele da ostvare komunikaciju samo sa unapred poznatim uređajima, mogu da omoguće kriptovanje identifikacije drugog uređaja. Uparivanje će biti moguće čak iako se uređaju promeni ime, zato sto je adresa Bluetooth uređaja nepromenljiva. Parovi mogu biti obrisani u bilo kom trenutku i od strane bilo kog uređaja.

### Pristupni režim
Protokol radi u ISM(industrijski, naučni, i medicinski) opsegu na frekvenciji od 2.45 GHz.Da bi se izbeglo mešanje sa drugim protokolima koji koriste 2.45 GHz opseg, Bluetooth protokol deli opseg na 79 kanala(svaki ima širinu od 1 MHz - a) i menja ih do 1600 puta u sekundi.Verzije 1.1 i 1.2 imaju maksimalan protok od 723.1 Kbit/s, dok 2.0 imaju transfer od 2.1 Mbit/s.Tehnički uređaji koji su 2.0 imaju veću potrošnju el. energije od svojih prethodnika, ali 3 puta veći protok omogućava bržu komunikaciju što dovodi do 2 puta manje potrošnje ako, se uzme u obzir količina prenetih podataka od jednog uređaja do drugog i obrnuto.

## profili
Da bi se koristio, Bluetooth uređaj mora imati podršku za određene profile, koji određuju koje su aplikacije moguće za korišćenje. Navedeni profili su definisani i prilagođeni od strane radne grupe za Bluetooth:

### Profil za prenos audio signala (енгл.)
Takođe popularan i kao AV profil, koristi se za prenos audio signala od muzičkog plejera do slušalica ili radia u automobilu. Ima podršku za SBC kodek i opcionalnu podršku za MPEG-1, MPEG – 2, MPEG – 4 i AAC.

### Profil za kontrolu audio i video uređaja (енгл.)
Ovaj profil daje standardan interfejs za kontrolu televizora, muzičke opreme itd. On omogućuje baratanje, svim A/V (audio video) uređajima, preko samo jednog daljinskog upravljača.

### Profil za prenos slika (енгл.)
Profil koji služi za prenos slika i koji ima mogućnost promene veličine slika i njihovo konvertovanje radi boljeg prenosa podataka. Može se podeliti na više delova:
- Slanje slika

Omogućava slanje slika.
- Primanje slika

Omogućava pregled i skladištenje slika sa udaljenog uređaja.
- Štampanje slika

Štampanje slika sa naprednim opcijama korišćenjem DPOF standarda koji je razvijen od strane firmi Canon, Kodak i Fuji.
- Automatsko arhiviranje

Automatsko arhiviranje svih slika sa drugog uređaja. Primer je čuvanje svih novih slika, sa digitalnog foto aparata ili mobilnog telefona, na lap – top, kad god uređaji budu u dometu za komunikaciju.
- Daljinska kontrola kamere

Omogućava daljinsku kontrolu kamere.
- Daljinska kontrola displeja

Slanje slika na druge uređaje, npr. slanje slajdova sa digitalnog fotoaparata na projektor koji zatim prikazuje te iste slajdove.
- Štampanje na daljinu

Koristi se za štampanje na daljinu i razlikuje se od HCRP po tome što mu nisu potrebni drajveri.
- Pristup podacima koji koriste ISDN

Ovo omogućava neograničen pristup podacima koji koriste ISDN.
- Pristup internetu preko Blututa

Upotrebljava se za pristup internetu i drugim dial-up uslugama preko Blututa.
- Profil za faks

Profil je predviđen za komunikaciju između mobilnog i fiksnog telefona kao i pc ili lap – top računara koji ima instaliran softver za faks.
- Profil za pristup datotekama

Omogućava pristup datotekama na udaljenim uređajima kao i manipulaciju i brisanje datoteka.
- Profil za distribuciji audio i video sadržaja

Obezbeđuje bazu za A2DP i VDP profile.
- Profil baze za transfer podataka

Obezbeđuje bazu za druge profile koji se koriste za transfer podataka.
- Profil za upotrebu hendsfri uređaja

Omogućava upotrebu hendsfri uređaja, najviše korišćen u kolima zato što mnoge vlade nameravaju da zakonski zabrane upotrebu mobilnih telefona u kolima.
- Profil za bežično štampanje

Jednostavna bežična aplikacija koja omogućava daljinsko štampanje ali su drajveri obavezni.
- Profil za bežične slušalice

Ovo je najpopularniji profil za bežične slušalice koje koriste Bluetooth.
- Profil za kontrolu periferija

Namenjen za bežične miševe, tastature, džojpedove, džojstike itd. Omogućava komunikaciju sa veoma malim kašnjenjem i niskom potrošnjom el. energije.
- Komunikacijski profil

Često nazivan voki-toki profiljer se koristi za komunikaciju Bluetooth slušalicama.
- Bazni profil za slanje objekata

Bazni profil koji se koristi za slanje objekata kao što su slike, elektronske vizitkarte itd. Reč push u imenu označava da je transfer uvek iniciran od strane pošiljaoca.
- Profil za serijski vid komunikacije

Predstavlja bazu za DUN, FAX, HSP i LAN profile i koristi se za bežičnu komunikaciju sa aplikacijama koji su predviđeni za serijski vid komunikacije.
- Profil za prepoznavanje profila

Ovo je obavezan profil i koristi se za spoznaju podržanih profila koje nudi uređaj, koji ima ulogu servera.
- Profil SIM kartice

Omogućava bežičnu komunikaciju između telefona u kolima i sim kartice na mobilnom telefonu.
| Proizvođač    | Model |
| ------------- | --- |
| Audi          | A3, A4 (od Audi A4 B8), A5, A6, A7, A8, Q3, Q7 od nedelje proizvodnje 34/2006                            |
| Bentli        | Kontinental GT, GTC                                                                                      |
| BMV           | serija 1, serija 3, serija 7 (od 09/08), serija 5, serija 6 (od 11/08), Z4 (od 02/09), X5, X6 (od 10/09) |
| Citroen       | Citroen C5, Citroen C6                                                                                   |
| Ferari        | 599 GTB                                                                                                  |
| Lancia        | Lancia Delta                                                                                             |
| Mercedes-Benc | svi modeli                                                                                               |
| Opel          | Astra J, Insignia, Meriva B, Zafira, Opel Ampera                                                         |
| Porše         | svi modeli od 2008. godine                                                                               |
| SEAT          | svi modeli sa hendsfri uređajem                                                                          |
| Škoda         | svi modeli sa hendsfri uređajem (isključujući Jeti sve do 2012.godine)                                   |
| Folksvagen    | svi modeli sa hendsfri uređajem                                                                          |

- Profil za prenos video signala

Ovo je profil koji omogućava prenos video signala. Podrška za H.264 i MPEG–4 je obavezna. Može se koristiti za prenos video signala sa PC računara na digitalnu kameru ili sa kamere na TV.

## Galerija slikauređaja
-Bluetooth uređaj
- hendsfri
- džojstik
- zvučnik
- zvučnik
- tastatura i miš
- miš

## Spoljašnje veze
- Званични веб-сајт
- Specifikacije od Bluetooth